# Саррбур-Шато-Сален (округ)
Округ Саррбур-Шато-Сален (фр. Arrondissement de Sarrebourg-Château-Salins) — округ у Франції, в департаменті Мозель. 2023 року округ об'єднував 230 муніципалітетів, населення становило 91 015 осіб.
Адміністративний центр (супрефектура) — Саррбур.

## Муніципалітети
Список муніципалітетів округу та їхні коди INSEE:
1. Абонкур-сюр-Сей
2. Абрешвіллер
3. Абуданж
4. Аврикур
5. Ажонкур
6. Азельбур
7. Азуданж
8. Аленкур-ла-Кот
9. Альбестрофф
10. Амелекур
11. Ампон
12. Ангвіллер
13. Аннокур
14. Анридорфф
15. Арзвіллер
16. Арокур-сюр-Сей
17. Арребер
18. Арцвіллер
19. Аспак
20. Ассенонкур
21. Аттійонкур
22. Аттіньї
23. Ашен
24. Бакур
25. Баршен
26. Бассен
27. Бебен
28. Безанж-ла-Петіт
29. Белланж
30. Бель-Форе
31. Бенестрофф
32. Берлен
33. Бермерен
34. Бертельмен
35. Беттборн
36. Бідестрофф
37. Біккенольц
38. Бйонкур
39. Бланш-Егліз
40. Бодрекур
41. Бреен
42. Брувіллер
43. Брудердорфф
44. Бургальтрофф
45. Бурдонне
46. Буршейд
47. Бюль-Лоррен
48. Бюрльйонкур
49. Ваксі
50. Валь-де-Брид
51. Валь-ле-Бенестрофф
52. Вальтамбур
53. Вальшед
54. Ваннекур
55. Васпервіллер
56. Векерсвіллер
57. Вентерсбур
58. Вергавіль
59. Вешем
60. В'є-Ліксем
61. Віберсвіллер
62. Вів'є
63. Вік-сюр-Сей
64. Вілле-сюр-Ньє
65. Вільсбер
66. Вірмен
67. Віттерсбур
68. Вуає
69. Вюїсс
70. Гарребур
71. Гебестрофф
72. Гебланж-ле-Дьєз
73. Геблен
74. Генцвіллер
75. Германж
76. Гінзелен
77. Гондрексанж
78. Госсельмен
79. Гремесе
80. Дабо
81. Дален
82. Данн-е-Катр-Ван
83. Даннельбур
84. Дельм
85. Десселен
86. Дольвен
87. Домнон-ле-Дьєз
88. Донже
89. Доннле
90. Дьєз
91. Дьян-Капель
92. Еллерен-ле-Фенетранж
93. Емен
94. Енсвіллер
95. Енсмен
96. Еранж
97. Ермеланж
98. Ертсен
99. Есс
100. Жаллокур
101. Желюкур
102. Жербекур
103. Живрикур
104. Жувеліз
105. Жувіль
106. Зарбелен
107. Зіллен
108. Зомманж
109. Ібіньї
110. Ільбесейм
111. Імлен
112. Керприш-о-Буа
113. Контій
114. Кренкур
115. Ксанре
116. Ксокур
117. Ксуаксанж
118. Кюттен
119. Лагард
120. Лангатт
121. Лангембер
122. Ланданж
123. Ланеввіль-ан-Сольнуа
124. Ланеввіль-ле-Лоркен
125. Лафремболь
126. Ле
127. Лезе
128. Лемонкур
129. Лендр-Басс
130. Лендр-От
131. Ленен
132. Лесс
133. Лідрезен
134. Ліксем
135. Лор
136. Лоркен
137. Лострофф
138. Лудрефен
139. Любекур
140. Люсі
141. Лютзельбур
142. Льйокур
143. Малокур-сюр-Сей
144. Мануе
145. Маримон-ле-Бенестрофф
146. Марсаль
147. Мартій
148. Мезьєр-ле-Вік
149. Менстер
150. Метері-Сен-Кірен
151. Меттен
152. Міттельбронн
153. Міттерсем
154. Мольрен
155. Мондідьє
156. Монкур
157. Морвіль-ле-Вік
158. Морвіль-сюр-Ньє
159. Муаянвік
160. Муссе
161. Мюльсе
162. Небен
163. Нефвіллаж
164. Нефмулен
165. Нідервіллер
166. Нідерофф
167. Ніттен
168. Ньєдерстензель
169. О-Клоше
170. Оберстензель
171. Обрек
172. Ольнуа-сюр-Сей
173. Оммартен
174. Оммер
175. Оммере
176. Онскірш
177. Орйокур
178. Орон
179. Певанж
180. Петтонкур
181. Плен-де-Вальш
182. Построфф
183. Превокур
184. Пюзьє
185. Пюттіньї
186. Реден
187. Ренен
188. Решикур-ле-Шато
189. Риш
190. Ришваль
191. Родальб
192. Род
193. Ромельфен
194. Рорбак-ле-Дьєз
195. Салонн
196. Сарральтрофф
197. Саррбур
198. Сен-Жан-де-Бассель
199. Сен-Жан-Курцрод
200. Сен-Жорж
201. Сен-Кірен
202. Сен-Луї
203. Сен-Медар
204. Сент-Евр
205. Сотселен
206. Таркемполь
207. Тенкрі
208. Торшвіль
209. Труафонтен
210. Тюркестен-Бланкрю
211. Фальсбур
212. Фенетранж
213. Флесем
214. Фонтені
215. Фосьє
216. Фракельфен
217. Франкальтрофф
218. Фремері
219. Френ-ан-Сольнуа
220. Фрибур
221. Фулькре
222. Шальбак
223. Шамбре
224. Шато-Бреен
225. Шато-Вуе
226. Шато-Сален
227. Шенуа
228. Шикур
229. Шнекенбуш
230. Юльтеуз